# Mountain View (contea di Chaves)
Mountain View è una comunità non incorporata degli Stati Uniti d'America della contea di Chaves nello Stato del Nuovo Messico. Mountain View si trova 3,7 miglia (6,0 km) a sud del centro di Roswell.